# Национальная астрономическая обсерватория Колумбии
Национальная астрономическая обсерватория Колумбии — астрономическая обсерватория, основанная в 1803 году в городе Богота, Колумбия. Открытие обсерватории состоялось 20 августа 1803 года — это была первая астрономическая обсерватория, построенная в Америке. В 1975 году стал национальным памятником Колумбии. В настоящее время входит в состав факультета естественных наук Национального университета Колумбии.

## Руководители обсерватории
- Мутис, Хосе Селестино — инициатор создания обсерватории
- Франсиско Хосе де Кальдас — первый наблюдатель в обсерватории
- es:Joaquín Acosta — директор обсерватории с 1833 по 1852 года
- Jose Camilo Borda — заведовал обсерваторией с 1859
- Indalecio Lievano — заведовал обсерваторией с 1866, выполнил ряд наблюдений покрытий звезд и планет Луной, расчет эфемерид и метеорологические наблюдения
- Хосе Мария Гонсалес Бенито[исп.] — первый директор обсерватории после создания Национального университета (с 1867 года)
- Хулио Гаравито Армеро — директор обсерватории с 1891 по 1920 год
- Simon Sarasola — посвящал себя только метеорологическим исследованиям
- Jorge Alvarez Lleras — с 1930 по 1949 года директор обсерватории
- Белисарио Руис Вильчес[исп.] — директор обсерватории с 1949 года
- Eduardo Brieva Bustillo — директор обсерватории с 1974 по 1980 года
- Хорхе Ариас де Грейф[исп.] — директор до 1998 года
- Tras Ruiz Wilches — директор обсерватории с 1998 года

## История обсерватории
Создание национальной обсерватории инициировал натуралист Мутис, Хосе Селестино. Строительство началось 24 мая 1802 года в Экспедиционном ботаническом саду. После открытия обсерватории 20 августа 1803 года Мутис назначил Франсиско Хосе де Кальдас наблюдателем. С декабря 1805 года начались проводиться астрономические и метеорологические наблюдения. В 1810—1815 годах развитие революционных настроений в стране сильно повлияли на работу обсерватории. До 1823 года научные работы в обсерватории практически не проводились. В 1848 году обсерватория вошла в состав военного колледжа. В 1854 году произошел новый государственный переворот — обсерватория была снова заброшена. С 1854 по 1859 года в обсерватории находилось производство мороженого, а под куполами обсерватории не было инструментов. С 26 мая по 22 ноября 1867 года обсерватория сыграла роль тюрьмы для свергнутого президента Колимбии Москера, Томас Сиприано де, пока он не был отправлен в изгнание в Перу. В том же году создается Национальный Университет Колумбии. После смерти Хулио Гаравито Армеро в 1920 году в обсерватории начинается период полного бездействия. В 1936 году обсерватория входит в состав Национального университета. В 1952 году построена новая обсерватория, находящаяся на территории студенческого городка.

## Инструменты обсерватории
- 4-элементный апохроматических рефрактор (D=20 см, F=3м) (1952 год) — ранее телескоп принадлежал Марсельской обсерватории

## Направления исследований
- Покрытия звезд и планет Луной
- Метеорные потоки
- Метеорология
- Расчет эфемерид